# Marianne Hainisch
Marianne Hainisch, född 25 mars 1839, död 5 maj 1936, var en österrikisk feminist och kvinnorättskämpe. Hon grundade och ledde den österrikiska kvinnorösträttsrörelsen.